# Wanlessia sedgwicki
Wanlessia sedgwicki är en spindelart som beskrevs av Dilrukshan P. Wijesinghe 1992. Wanlessia sedgwicki ingår i släktet Wanlessia och familjen hoppspindlar. Inga underarter finns listade i Catalogue of Life.